# Lola w technolandzie
Lola w technolandzie (oryg. Clubbed to Death (Lola)) – francusko-portugalsko-holenderski film z 1996 roku w reżyserii Yolande Zauberman.
Film nakręcono w Lizbonie w Portugalii.

## Fabuła
Lola (Élodie Bouchez) w dniu swych dwudziestych urodzin przyjeżdża do Paryża. Kiedy zbliża się czas odjazdu ostatniego autobusu do domu, na przedmieściach miasta zaczepia ją chłopak, Paul (Gérald Thomassin), który proponuje jej wspólne pójście do klubu nocnego. Dla rozluźnienia wręcza jej małą pastylkę ectasy. W lokalu przebywają przeważnie arabscy emigranci i Afrykańczycy. Dziewczyna rozpoczyna rozmowę z pewnym smutnym narkomanem, Emirem (Roschdy Zem). Mężczyzna ten, który jeszcze nie tak dawno pracował jako zawodnik bokserski obecnie boleje głównie z powodu swojej impotencji, lecz w oczach Loli sprawia wrażenie atrakcyjnego i ciekawego. Oboje prędko odkrywają, iż wiele mają ze sobą wspólnego. To jednak nie podoba się kobiecie byłego boksera, Saidzie (Béatrice Dalle), tancerce z tego nocnego klubu.

## Obsada
- Élodie Bouchez jako Lola
- Roschdy Zem jako Emir
- Béatrice Dalle jako Saida
- Luc Lavandier(inne języki) jako Pierre
- Richard Courcet(inne języki) jako Ismael
- Alex Descas(inne języki) jako Mambo
- Gérald Thomassin(inne języki) jako Paul
- Philippe Roux jako kierowca autobusu
- Julie Bataille(inne języki) jako Johanna

## Ścieżka dźwiękowa[2]
- "Furious Angels" - Rob Dougan
- "Clubbed to Death" - Rob Dougan
- "Voices in my mind" - Michael Watford, Linda Viera Caballero (India)